# Variable (Logik)
Eine Variable ist in der formalen Logik ein „sprachliches Zeichen, für das beliebige Ausdrücke einer bestimmten Art eingesetzt werden können“. Im Gegensatz zu logischen Konstanten haben Variablen „keine selbständige Bedeutung“ und sind „bedeutungsleere Zeichen, die nur dazu dienen, die Stellen anzuzeigen, an denen die bedeutungsvollen Konstanten ... einzusetzen sind.“
Welche Ausdrücke für eine Variable eingesetzt werden dürfen, wird durch eine vorgegebene Menge von Elementen bestimmt. Diese wird Grund-, Objekt-, Definitions- oder Variabilitätsbereich oder Extension einer Variable genannt. 
Die Ausdrücke, die für bestimmte Variable eingesetzt werden dürfen, heißen auch Werte dieser Variablen (siehe mathematische Logik). Variablen repräsentieren ihre Werte. Man sagt auch, dass die Variablen die Menge der Gegenstände, die durch die Konstanten (ihre Werte) bezeichnet werden, durchlaufen.
Der Variabilitätsbereich gibt zugleich vor, welcher Art die Ausdrücke angehören können (Individuennamen, Prädikatnamen, Aussagen etc.). Variablen haben die syntaktische Kategorie ihrer Werte. 
Für die Variablen in der Logik gilt die Regel, dass für alle Vorkommnisse einer Variable in einem Kontext nur dieselbe Konstante eingesetzt werden darf („Zusammenhangsbedingung“, „Referenzbedingung“).
Erhält man durch Einsetzen von Konstanten für Variablen in einer Satzfunktion einen wahren Satz, „so sagt man, dass die Dinge, die durch diese Konstanten bezeichnet werden, die gegebene Satzfunktion erfüllen.“ Beispiel: Die Zahlen 1 und 2 erfüllen die Satzfunktion „x < 3“.

## Bedeutung
Die Logik ist die Wissenschaft, in der man am frühesten Variablen eingeführt hat. Schon Aristoteles führte Namenvariablen ein. In der Algebra wurden Variablen erst im 16. Jahrhundert verwendet. Erst dank der Einführung des Begriffs des Quantors wurde die Rolle der Variablen für die wissenschaftliche Sprache voll erkannt. Dies war vor allem das Verdienst von Charles S. Peirce.
„Der Gebrauch von Variablen in der Logik dient […] demselben Zweck wie die entsprechende Verwendung in der Mathematik.“

## Arten

### Individuenvariable
Der Ausdruck Individuenvariable (synonym: Gegenstandsvariable; Individualvariable) sind Variablen für Gegenstände.
Mit der Einführung von Individuenvariablen können quantifizierte Prädikationen dargestellt werden. Sie gelten daher als „Garanten der Allgemeinheit“.
Symbolisiert werden Individuenvariablen in der Logik zumeist durch kleine lateinische Buchstaben vom Ende des Alphabets (x, y, z).

### Prädikatvariable
Die Prädikatvariable (Prädikatorenvariable) ist in der Prädikatenlogik ein „schematischer Buchstabe, der stellvertretend für beliebige Prädikate einer bestimmten Stelligkeit steht“.
Die engere Quantorenlogik (Prädikatenlogik erster Stufe) enthält nur Prädikatkonstanten, jedoch keine Prädikatvariablen.
Prädikate werden konventionell zumeist durch lateinische Großbuchstaben symbolisiert. Im Einzelnen herrscht Beliebigkeit. Man beginnt mit „A, B, C …“; „F, G, H …“ oder „P, Q, R …“. Zum Teil reserviert man andere Großbuchstaben für einstellige Prädikate (Eigenschaften) als für mehrstellige Prädikate (Relationen). Die Stelligkeit kann durch Indices (Bsp.: P²) oder durch Leerstellen, sei es durch Punkte (P..), Unterstriche (P_ _) oder Individuenvariablen (P (x,y)) gekennzeichnet werden (Bsp.: P = liebt; P(x,y) = x liebt y).

### Aussagenvariable
Die Aussagenvariable (synonym: Satzvariable, Schemabuchstabe, Wahrheitswert-Variable) ist eine Variable, die für Aussagen (Sätze, Urteile) steht. 
Zu unterscheiden ist eine Aussagenvariable von
- einer Abkürzung: „Eine Aussagenvariable ist ein Zeichen, das nicht für irgendeine spezielle Aussage steht, sondern das einen Platz belegt, der von jeder beliebigen speziellen Aussage ausgefüllt werden kann.“[4][1]
- einer Aussagenkonstanten: Spezielle Aussagen sind „spezielle Werte von Aussagenvariablen“.[4]

In der zweiwertigen Logik haben die Satzvariablen den Definitionsbereich {1,0}.
Als Symbol für Aussagenvariablen werden zumeist kleine lateinische Buchstaben aus der Mitte des Alphabets beginnend mit den Buchstaben p, q, r … verwendet.

## Einteilungen

### Freie und gebundene Variablen
Zu unterscheiden sind freie, vollfreie und gebundene Variablen. Eine freie Variable ist eine „Variable, die in einem Satz nicht quantifiziert ist“. Eine gebundene Variable ist eine Variable, die im Wirkungsbereich eines Quantors steht. „Gebundene Variablen bezeichnen … keine Gegenstände, sondern helfen nur anzuzeigen, auf welche Stellen im Satz sich der Quantor bezieht.“

### Syntaktische und semantische Variablen
Unterschieden werden auch syntaktische und semantische Variablen. Semantische Variablen stehen für beliebige wirkliche Aussagen. Syntaktische Variablen für beliebige Aussageformen.

### Objektsprachliche und metasprachliche Variablen
Es werden objektsprachliche und metasprachliche Variablen (auch: Meta-Variablen) unterschieden. Metasprachliche Variablen gehören einer Metasprache an. Für sie darf man Namen von Ausdrücken der entsprechenden Objektsprache einsetzen, z. B. eine Aussagenvariable. Mit der Hilfe von Meta-Variablen kann man allgemeine Gesetzmäßigkeiten formulieren, die für alle Sätze einer bestimmten Gestalt gelten.
Hinsichtlich der Sprachstufe gilt: „Aussagenvariablen gehören zu derselben Sprache wie die Aussagen, die ihre speziellen Werte bilden.“ In Verbindung mit z. B. Anführungszeichen erhält man metasprachliche Variablen. Reichenbach nennt diese „Satznamenvariable …, da ihre speziellen Werte Namen von Aussagen sind.“